# Ametrodiplosis auripes
Ametrodiplosis auripes är en tvåvingeart som först beskrevs av Löw 1888.  Ametrodiplosis auripes ingår i släktet Ametrodiplosis och familjen gallmyggor. Inga underarter finns listade i Catalogue of Life.